# Нова Игуасу
Нова Игуасу е град и община в щата Рио де Жанейро, Югоизточна Бразилия. Населението на Нова Игуасу е 844 583 жители (2006 г.), което го прави 4-ти по население в щата. Основан е на 15 януари 1833 г. Пощенският му код е 26000-000, а телефонния +55 21. Намира се на 25 м н.в. Градът разполага с футболен отбор.